# The 2nd (película)
The 2nd es una película de acción estadounidense de 2020 dirigida por Brian Skiba y escrita por Eric Bromberg y Paul Taegel. Protagonizada por Ryan Phillippe, Casper Van Dien, Jack Griffo, Lexi Simonsen, Randy Charach, William McNamara, Jacob Grodnik, Richard Burgi, Samaire Armstrong y William Katt .   La película se estrenó digitalmente y bajo demanda el 1 de septiembre de 2020. 

## Premisa
El agente del servicio secreto Vic Davis se dirige a recoger a su hijo distanciado, Shawn, del campus universitario cuando se encuentra en medio de un secuestro de alto riesgo. La amiga de su hijo, Erin Walton, hija del juez de la Corte Suprema Walton, es el objetivo, y esta facción armada no se detendrá ante nada para capturarla y usarla como palanca para un caso legal histórico pendiente.

## Elenco
- Ryan Phillippe como el mayor Victor Marvin "Vic" Davis
- Casper Van Dien como el agente de la CIA Melvin "El Conductor" Sampras
- Jack Griffo como Shawn Davis
- William Katt como Bob Jeffers
- Richard Burgi como el director de la CIA, Michael Phillips
- William McNamara como Jalil
- Samaire Armstrong como Olivia Peters
- Jennifer Wenger como Jade
- Lexi Simonsen como Erin Walton
- Jacob Grodnik como Neal
- Randy Charach como el juez Kenneth Walton
- Gene Freeman como Babcock
- Nicole Reddinger como la agente de la CIA Paula Danson
- James Logan como Sproule
- Chris Jai Alex como el agente del USSS John Guillory
- Christopher Troy como Krieg
- Esteban Cueto como Rodríguez